# Modrá pyramida
Modrá pyramida stavební spořitelna, a. s., je bankovní společností podnikající na území České republiky. Původně se specializovala na finanční produkty určené k financování bydlení (stavební spoření, úvěry ze stavebního spoření, překlenovací úvěry, hypoteční úvěry aj.), postupem času se však portfolio služeb rozšířilo a z čistě stavební spořitelny se stala poskytovatelem finančních služeb a finančního poradenství včetně pojistných produktů a produktů investičních.

## Historie Modré pyramidy
Akciová společnost, která dnes působí pod značkou Modrá pyramida, zahájila obchodní činnost 16. prosince 1993 jako Všeobecná stavební spořitelna, a.s. Byla založena třemi akcionáři: Komerční bankou, a.s., BHW Holding AG Německo a Českou pojišťovnou, a.s. Roku 2005 došlo k přejmenování společnosti a její plný název od té doby zní Modrá pyramida stavební spořitelna, a.s. V roce 2006 se výhradním akcionářem Modré pyramidy stala Komerční banka, člen bankovní skupiny Société Générale. Za dobu existence společnosti bylo jejím prostřednictvím uzavřeno okolo 2 000 000 smluv o stavebním spoření a poskytnuto přes 500 000 úvěrů v hodnotě 115 miliard korun.

## Specifické rysy finančního podnikání Modré pyramidy
Modrá pyramida uplatňuje při poskytování finančních služeb v České republice relativně ojedinělý přístup akcentující poradenský servis založený na vztahu poradce-klient. Společnost disponuje sítí 1500 finančních poradců působících v rámci 242 poradenských center. Na českém trhu jsou unikátním projektem také Hypocentra specializovaná na poradenství v oblasti financování bydlení a realit.

## Úspěchy v oborových soutěžích
Modrá pyramida je zatím jedinou finanční institucí v historii České republiky, která šestkrát za sebou obdržela nejvyšší ocenění v soutěži Banka roku pořádané společností Fincentrum. Několik produktů Modré pyramidy uspělo v soutěži Zlatá koruna. Její Hypoúvěr získal dvě Zlaté a dvě Stříbrné koruny, Stříbrnou korunou byl odměněn také Renovační program. Modrá pyramida se umístila na 2. místě v soutěži Hospodářských novin – Nejlepší banka a pojišťovna 2011, a to v kategorii Bankovní inovátor za produkt Moudré spoření.

## Společensky prospěšná činnost
Od roku 2006 podporuje Modrá pyramida neziskovou organizaci Škola SPMP Modrý klíč, která pomáhá dětem i dospělým s mentálním a kombinovaným postižením. Modrý klíč sídlí v Modřanech a snaží se o to, aby se lidé s postižením začlenili co nejvíce do běžného života. Modrá pyramida je také od roku 2011 partnerem programu Cirkus Paciento, jednoho z projektů občanského sdružení Zdravotní klaun, které se v České republice od roku 1998 stará o psychickou pohodu
hospitalizovaných dětí, geriatrických pacientů a seniorů.

## Hospodářské údaje k 31. 12. 2014
- bilanční suma 82 774 685 tis. Kč
- objem vkladů klientů 71 809 152 tis. Kč
- celkový objem úvěrů 38 444 951 tis. Kč
- hospodářský výsledek po zdanění 994 684 tis. Kč

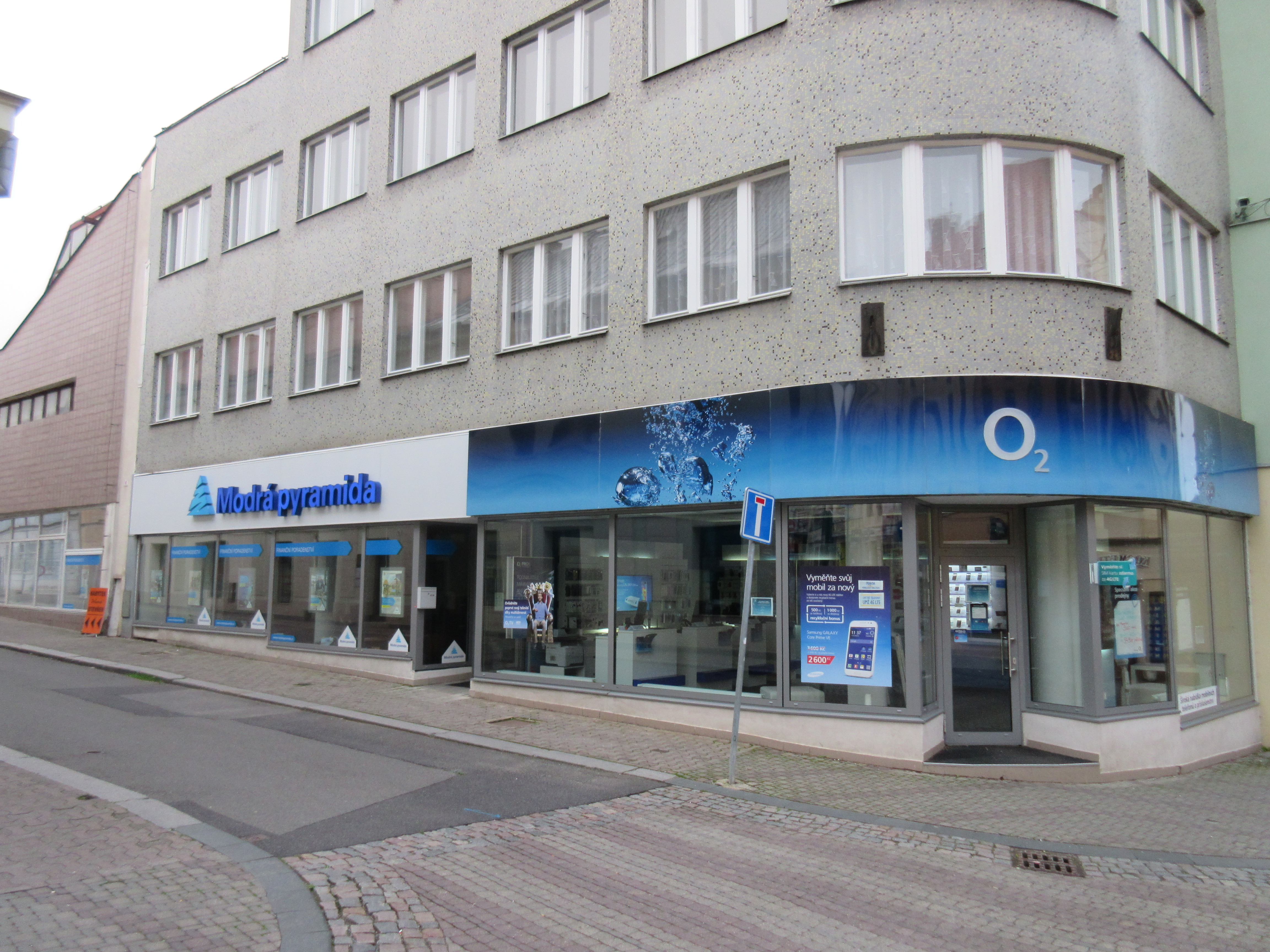
Pobočka v České Lípě vedle O2, Berkova ulice

- počet zaměstnanců 334[3]